# Ron Robertson-Swann

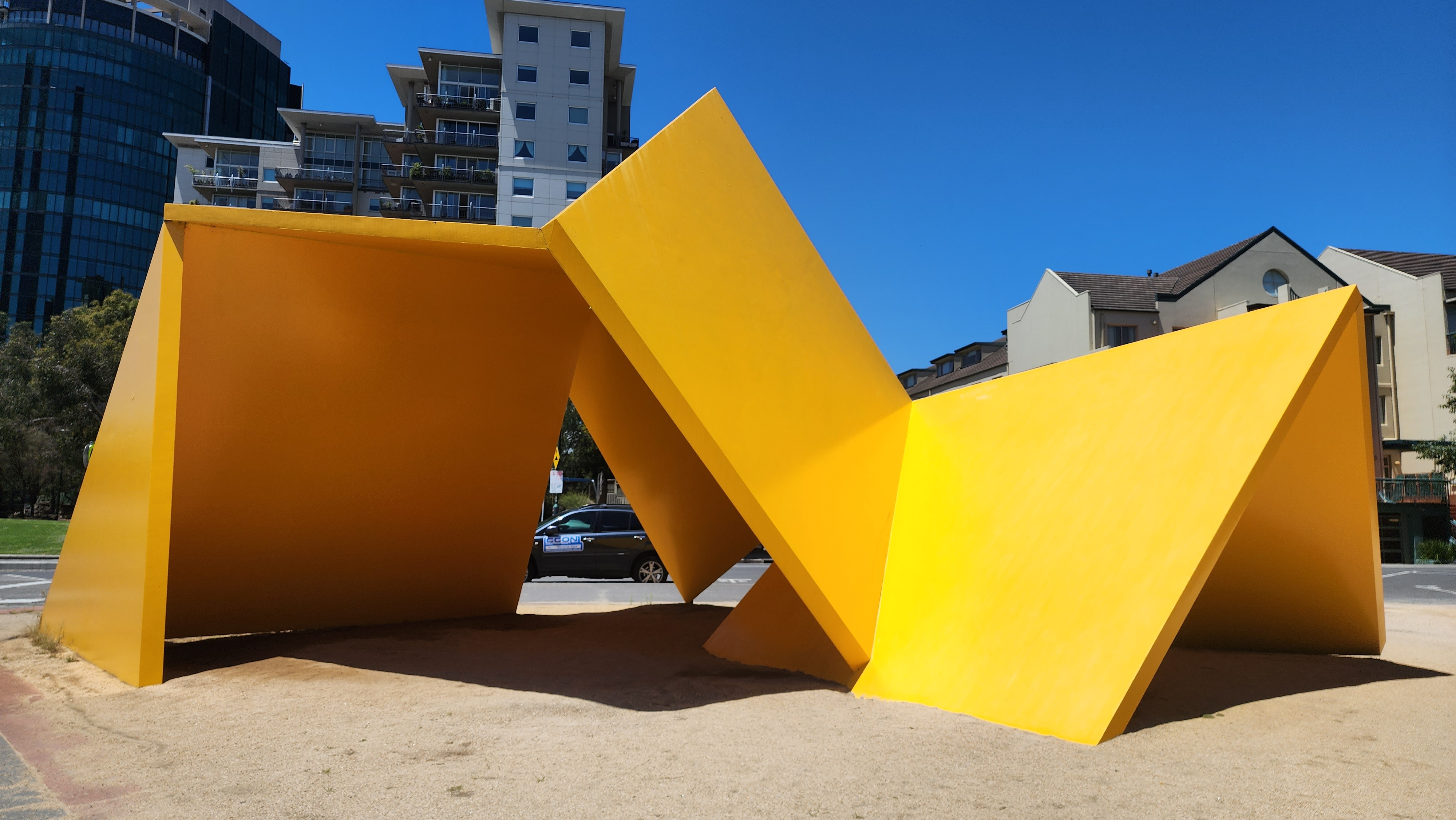
Vault (1978/1980)

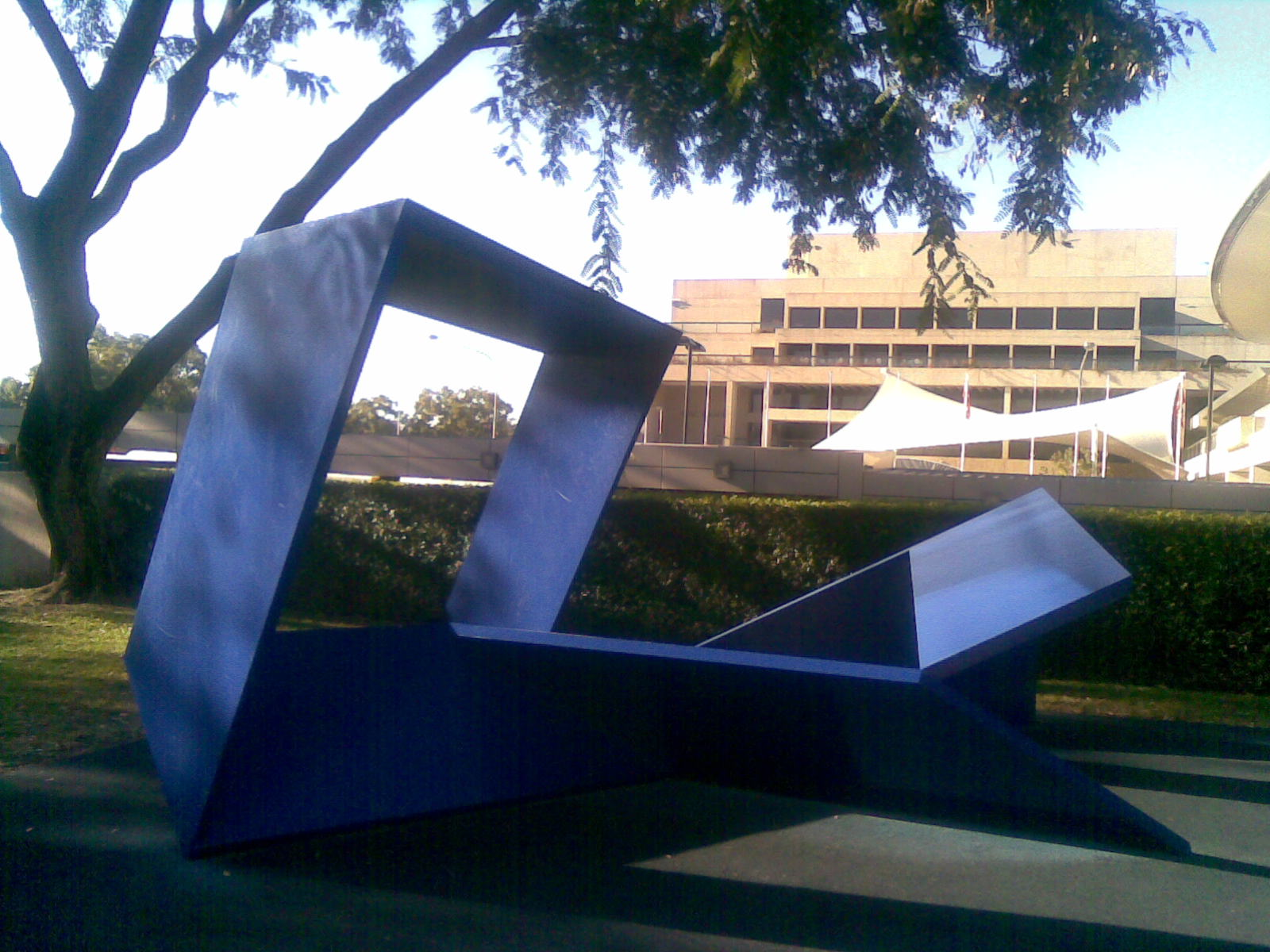
Leviathan Play (1985)

Ron Robertson-Swann (* 1941 in Sydney, New South Wales, Australien) ist ein australischer Bildhauer.

## Leben
Robertson-Swann wurde an der National Art School in Sydney ausgebildet und studierte anschließend Bildhauerei in Großbritannien bei Anthony Caro und Phillip King am Saint Martins School of Art in London. Von 1963 bis 1965 assistierte er im Atelier von Henry Moore und war Dozent an verschiedenen Kunstinstituten in London. 1968 kehrte er nach Australien zurück. Er gewann den Transfield Prize, den Comalco Invitational Sculpture Award und 1976 den Alice Prize. Er arbeitete 1978 bis 1989 im sculpture workshop der Canberra School of Art. Von 1991 bis 2006 war er Universitätsdozent und leitete die Bildhauerausbildung an der National Art School.
Robertson-Swann wurde 2002 mit dem Order of Australia (OAM) ausgezeichnet und gewann den National Sculpture Prize 2003. der National Gallery of Australia.

## Werke (Auswahl)
- Maquette for Vault (1978)[2], McClelland Gallery in Langwarring
- Vault (1978/80), Australian Centre for Contemporary Art in Melbourne (aufgestellt seit 2002)
- North Down (1982), Skulpturenweg der Universität New South Wales in Sydney
- Leviathan Play (1985), Brisbane
- Turn (1988), Skulpturenpark der McClelland Gallery and Sculpture Park in Langwarring in Victoria
- The Aetina Bench, Canberra School of Art Walkway, Australian National University in Canberra
- Pedestal Envy, Parliament House in Canberra
- Sur les Pointes (2000)[3]
- Lunar Chariot (2003), McClelland Gallery and Sculpture Park